# Talkau
Talkau er en kommune i det nordlige Tyskland, beliggende i Amt Breitenfelde under Kreis Herzogtum Lauenburg. Kreis Herzogtum Lauenburg ligger i delstaten Slesvig-Holsten.

## Geografi
Talkau ligger omkring 9 km sydvest for Mölln ved B 207, og lige nord for motorvejen A 24 der forbinder Hamborg og Berlin.